# Амэриканские бургеры

Оригинальный мем

«А мне амэриканские бургеры дороже родины» — интернет-мем с изображением персонажа из компьютерной игры Five Nights at Freddy’s 4 с бургером в руке. Игра вышла в 2015 году, сама обработанная картинка появилась не позднее 2022 года, но основную популярность она обрела лишь в 2023 году в «ТикТоке».

## Описание
Изначальный вариант картинки основан на постере к видеоигре Five Nights at Freddy’s 4 с одним из противников из игры — аниматронным медведем Фредди. На изображение добавлена надпись «а мне амэриканские бургеры дороже родины», бургер в руке аниматроника, а также логотип McDonald’s. В одном из вариантов 2023 года оно попало на якобы реальный скриншот из переписки с бабушкой в качестве сообщения. В ответ «бабушка» оскорбляет собеседника.

## История
Игра Five Nights at Freddy’s 4 вышла в 2015 году. Точная дата появления изменённой картинки неизвестна, но не может быть позднее ноября 2022 года, так как уже тогда она появлялась в социальной сети «ВКонтакте». Позже в мае 2023 года в «ТикТоке» набрала популярность озвученная версия мема. Примерно в это же время распространилась «переписка с бабушкой». «Афиша Daily» считает, что первой была озвученная версия, когда как «Лента.ру» пишет об обратном. Мем распространился и в других соцсетях, в том числе YouTube и «Твиттер». После новой волны известности стали появляться и новые версии: менялись действующие лица, предметы и текст. Например, фразу об «амэриканских бургерах» вложили в уста Бориса Ельцина на фоне открытия соответствующего ресторана, а Владимир Маяковский «предпочёл» солидарность классово сознательных пролетариев дружбе народов.